# St. Magdalen (Villach)
St. Magdalen ist ein Ortsteil von Villach in Kärnten, Österreich und liegt im Osten der Stadt. Nördlich des Ortes liegen sechs kleine Seen. Der Ort liegt in der Nähe der Drau.

## Geographie
St. Magdalen liegt im Osten von Villach flach zwischen dem Seebach und der Süd Autobahn.
Nördlich von Magdalen liegen sechs Seen, wovon einige nicht badetauglich und moorig sind. 
- der Magdalensee, der größte und bedeutendste See. Hier gibt es ein öffentliches Bad.
- der Ziegelteich
- der Fleetsee (wassergefülltes Toteisloch)
- der Grünsee (unberührtes Gewässer)
- der Silberne See
- der Silbersee (Badesee)

## Wirtschaft und Infrastruktur
Im Ort St. Magdalen befindet sich eine Poststelle. Ein Bahnhof ist im Zuge des Neubaues der Bahnstrecke Villach–Klagenfurt geplant.
Seit 2005 befindet sich auf dem ehemaligen Gelände des Zellstoffwerkes der Technologiepark Villach. Dieser besteht derzeit aus vier bestehenden Bürotürmen und umfasst eine Fachhochschule, Büros und ein Café. Neben dem Technologiepark gibt es auch noch ein Fernheizkraftwerk der KELAG, das Hauptverteilungszentrum der Post für Kärnten und die Papyrus-Papierverarbeitung für Villach.

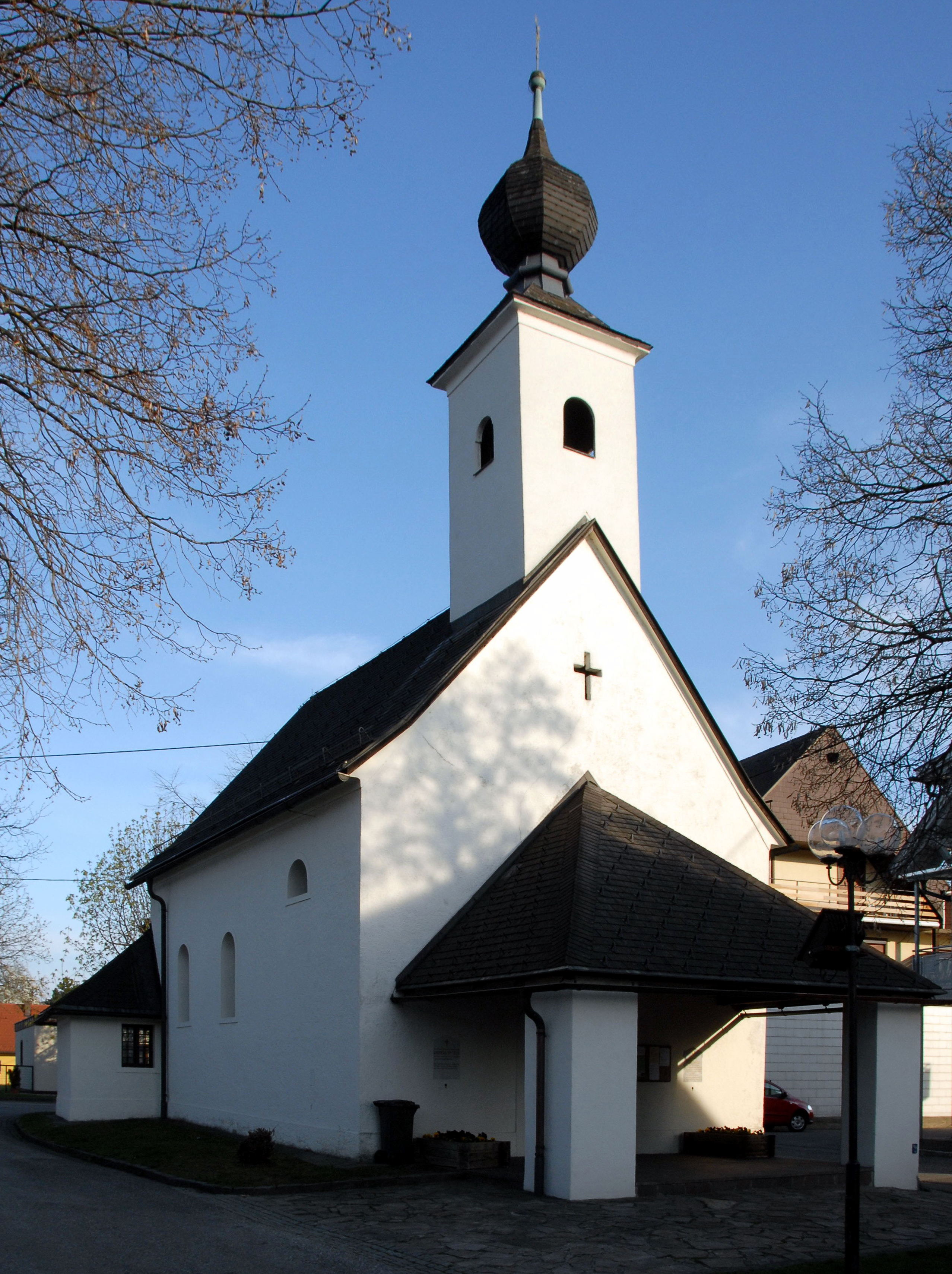
Kirche St. Magdalen

In St. Magdalen gibt es einen Sportplatz mit Sportzentrum und einen Fußballplatz.
Durch den Ort fließt die Drau, der der Drauradweg folgt.
Koordinaten: 46° 36′ 45,7″ N, 13° 53′ 17,5″ O